# Autorité de régulation de la poste et des communications électroniques
L'Autorité de régulation de la poste et des communications électroniques (en arabe : سلطة ضبط البريد والاتصالات الإلكترونية), ARPCE en abrégé, est une autorité administrative indépendante chargée de réguler les communications électroniques et postales en Algérie.

## Historique
Créée par la loi no 2000-03 du 5 août 2000 fixant les règles générales relatives à la poste et aux télécommunications, sous le nom d'Autorité de régulation de la poste et des télécommunications (ARPT).
Ses compétences sont élargies pour inclure tous les segments des communications électroniques (télécommunications, multimédias, cybersécurité, etc.) avec l'entrée en vigueur de la loi no 18-04 du 10 mai 2018 fixant les règles générales relatives à la poste et aux communications électroniques, où elle prend alors son nom actuel,.

## Missions
L’Autorité de régulation de la poste et des communications électroniques, au titre des articles 13 et 15 de la loi no 18-04 du 10 mai 2018, est chargée de veiller à l'existence d'une concurrence effective et loyale sur les marchés postal et des communications électroniques ; d'approuver les offres de référence d'interconnexion et d’accès aux réseaux de communications électroniques ; de se prononcer sur les litiges entre les opérateurs, et les litiges qui opposent les opérateurs aux abonnés ; d'assigner les fréquences aux opérateurs des réseaux de communications électroniques ; d'octroyer les autorisations générales d’établissement et d'exploitation des réseaux de communications électroniques et la fourniture de services de communications électroniques, les autorisations des réseaux privés ainsi que les autorisations pour la fourniture des services et prestations de la poste ; d'établir un plan national de numérotation, d'examiner les demandes de numéros et de les attribuer aux opérateurs ; de veiller au respect par les opérateurs de la poste et des communications électroniques, des dispositions légales et réglementaires relatives notamment à la poste, aux communications électroniques et à la cybersécurité ; de veiller à la protection des droits des abonnés aux services des communications électroniques et usagers de la poste ; d'élaborer et de publier régulièrement des rapports et des statistiques destinés au public relatives à la poste et aux communications électroniques.

## Décisions
Le 30 septembre 2020, l'Autorité a sanctionné les trois opérateurs de télécommunications en Algerie, à savoir  Mobilis, Djezzy et Ooredoo, pour ne pas avoir corrigé leur mauvaise couverture de réseau 4G, constatée au premier semestre de la même année, au niveau de cinq wilayas (Adrar, Blida, Constantine, Djelfa et Tlemcen). Les opérateurs ont dû payer une amende d'un montant total de 172 519 352 dinars, repartie comme suit :
| Opérateur | Amende à payer |
| --------- | -------------- |
| Mobilis   | 63 918 956 DZD |
| Djezzy    | 82 580 952 DZD |
| Ooredoo   | 26 019 444 DZD |

## Organisation
L'Autorité est dotée d'un Conseil composé de sept membres dont le président, désignés par le Président de la République sur proposition du Premier ministre, pour un mandat de trois ans renouvelable une fois. Les membres sont choisis en raison de « leurs compétences techniques, juridiques et économiques ».
L'Autorité est également administrée par un directeur général désigné par le Président de la République.

### Présidents du Conseil
| Nom                      | Début du mandat   | Fin du mandat     |
| ------------------------ | ----------------- | ----------------- |
| Amar Tou                 | 3 mai 2001        | 6 septembre 2003  |
| Mohamed Belfodil         | 25 septembre 2003 | 12 mai 2008       |
| Zohra Derdouri           | 12 mai 2008       | 11 septembre 2013 |
| M'Hamed Toufik Bessai    | 7 novembre 2013   | 21 juin 2016      |
| Mohamed Ahmed-Nacer      | 21 juin 2016      | 3 juillet 2019    |
| Zineddine Belattar       | 3 juillet 2019    | 16 janvier 2023   |
| Mohamed El Hadi Hannachi | 16 janvier 2023   |                   |

### Directeurs généraux
| Nom                   | Début du mandat   | Fin du mandat     |
| --------------------- | ----------------- | ----------------- |
| Ahmed Gaceb           | 3 mai 2001        | 2 septembre 2006  |
| Fodil Benyelles       | 2 janvier 2007    | 21 décembre 2011  |
| Yacine Abdelhak       | 21 décembre 2011  | 15 avril 2013     |
| Mohamed Amghar        | 15 avril 2013     | 19 septembre 2019 |
| Khaireddine Abadli    | 19 septembre 2019 | 8 juin 2020       |
| Abdelouahab Abdelatif | 14 juillet 2020   | 21 août 2022      |
| Mohamed Khemis        | 21 août 2022      | 19 octobre 2023   |